# 塔那河紅疣猴
塔那河紅疣猴（学名：Piliocolobus rufomitratus），又名塔納疣猴，是近肯雅東南部塔納河長廊林中特有的一種瀕危猴子。牠們以往被分類為西方紅疣猴的亞種。
塔那河紅疣猴是世界上最瀕危的25種靈長類之一。牠們與塔那河長尾猴是1978年在塔納河成立保護區的原因，但在此區內仍受有人類的騷擾。